# Masters de Miami 1988
El Abierto de Miami 1988 (también conocido como 1988 Lipton International Players Championships por razones de patrocinio) fue un torneo de tenis jugado sobre pista dura. Fue la edición número 4 de este torneo. El torneo masculino formó parte del circuito ATP. Se celebró entre el 14 de marzo y el 28 de marzo de 1988.

## Campeones

### Individuales Masculino
Mats Wilander vence a  Jimmy Connors, 6–4, 4–6, 6–4, 6–4

### Individuales Femenino
Steffi Graf vence a  Chris Evert, 6–4, 6–4

### Dobles Masculino
John Fitzgerald /  Anders Järryd vencen a  Ken Flach /  Robert Seguso, 7–6, 6–1, 7–5

### Dobles Femenino
Steffi Graf /  Gabriela Sabatini vencen a  Gigi Fernández /  Zina Garrison, 7–6(8–6), 6–3